# Господин Великий Новгород (повесть)
«Господин Великий Новгород» — историческая повесть русского писателя Дмитрия Балашова, впервые изданная в 1970 году. Рассказывает о битве при Раковоре.

## Сюжет и оценки
Действие повести происходит в 1268 году. Её герои — новгородцы, которые принимают участие в походе в Ливонию и одерживают победу в битве при Раковоре.
«Господин Великий Новгород» стал первым художественным произведением Дмитрия Балашова (на тот момент — учёного-фольклориста). Рецензенты увидели в повести элементы стилизации в духе русской народной баллады. Это произведение вместе с написанным позже романом «Марфа-посадница» существенно повлияло на формирование «новгородского текста» в рамках русской исторической прозы. Повесть и роман объединяют в условный «новгородский цикл».